# 806
| [ Edytuj tabelę ]          |                                                   |
| Hrabia Aragonii            | - 802 Aureolus 809                                |
| Król Asturii               | - 791 Alfons II 842                               |
| Hrabia Barcelony           | - 801 Berà 820                                    |
| Cesarz Bizancjum           | - 802 Nicefor I 811                               |
| Chan Bułgarii              | - 803 Krum 814                                    |
| Cesarz Chin                | - 806 Tang Xianzong 820                           |
| Król Essexu                | - 798 Sigered 812                                 |
| Król Franków               | - 768 Karol Wielki 814 - 781 Ludwik I Pobożny 814 |
| Cesarz Japonii             | - 781 Kammu 806 - 806 Heizei 809                  |
| Władca Jutlandii           | - 804 Godfred 810                                 |
| Kalif                      | - 786 Harun ar-Raszid 809                         |
| Król Khmerów               | - 802 Dżajawarman II 850                          |
| Patriarcha Konstantynopola | - 784 Tarazjusz 806 - 806 Nicefor I 815           |
| Król Mercji                | - 796 Cenwulf 821                                 |
| Król Nortumbrii            | - 796 Eardwulf 806 - 806 Elfwald II 808           |
| Książę Obodrzyców          | - 795 Drożko 809                                  |
| Papież                     | - 795 Leon III 816                                |
| Cesarz rzymski             | - 800 Karol Wielki 814                            |
| Doża Wenecji               | - 804 Obelerio Antenoreo 809                      |

Rok 806 / DCCCVI
stulecia: VIII wiek ~
IX wiek ~
X wiek

lata: 796 «
801 «
802 «
803 «
804 «
805 «
806
» 807
» 808
» 809
» 810
» 811
» 816

## Wydarzenia
- 9 kwietnia – Heizei został cesarzem Japonii.

- Frankowie i Sasi zaatakowali i podporządkowali sobie plemiona serbskie.
- Najazd Arabów na wschodnie rejony Cesarstwa Bizantyjskiego, zakończony niekorzystnym pokojem z kalifem Harunem ar-Raszidem.

## Zmarli
- Miliduch - książę Serbów
- św. Tarazjusz, patriarcha Konstantynopola